# Tiltonsville
Tiltonsville és una població dels Estats Units a l'estat d'Ohio. Segons el cens del 2000 tenia 1.329 habitants.

## Demografia
Segons el cens del 2000, Tiltonsville tenia 1.329 habitants, 609 habitatges, i 386 famílies. La densitat de població era de 916,3 habitants per km².
Dels 609 habitatges en un 23,8% hi vivien nens de menys de 18 anys, en un 47,9% hi vivien parelles casades, en un 11,7% dones solteres, i en un 36,5% no eren unitats familiars. En el 33,5% dels habitatges hi vivien persones soles el 20,2% de les quals corresponia a persones de 65 anys o més que vivien soles. El nombre mitjà de persones vivint en cada habitatge era de 2,18 i el nombre mitjà de persones que vivien en cada família era de 2,76.
Per edats la població es repartia de la següent manera: un 18,8% tenia menys de 18 anys, un 7,4% entre 18 i 24, un 22% entre 25 i 44, un 26,4% de 45 a 60 i un 25,4% 65 anys o més.
L'edat mediana era de 46 anys. Per cada 100 dones de 18 o més anys hi havia 81,6 homes.
La renda mediana per habitatge era de 28.929 $ i la renda mediana per família de 36.691 $. Els homes tenien una renda mediana de 32.167 $ mentre que les dones 20.972 $. La renda per capita de la població era de 16.052 $. Aproximadament el 12,3% de les famílies i el 13,9% de la població estaven per davall del llindar de pobresa.

## Poblacions més properes
El següent diagrama mostra les poblacions més properes.